# Jörn Jacob Rohwer
Jörn Jacob Rohwer (* 1965 in Rendsburg) ist ein deutscher Judaist, Pädagoge und Publizist.

## Leben
Jörn Jacob Rohwer wurde bekannt durch seine biographischen Gespräche mit Persönlichkeiten aus Kunst, Literatur, Wissenschaft und Gesellschaft. Zu Rohwers Gesprächspartnern zählten u. a. Arthur Miller, David Hockney, Susan Sontag, Elliott Carter, Paloma Picasso, Nobel-Preisträger wie Doris Lessing und Imre Kertész, Oscar-Gewinner wie die Spiel- und Dokumentarfilmregisseure Terry Sanders, Volker Schlöndorff und der Schauspieler Maximilian Schell, ferner die umstrittene Regisseurin Leni Riefenstahl oder auch Guy Baron de Rothschild, der Rohwer das einzige zu Lebzeiten veröffentlichte biographische Gespräch gewährte. 
Rohwer graduierte am University College London. Er war Stipendiat des Deutschen Akademischen Austauschdienstes, der Villa Aurora sowie der Duke University, nachdem er zuvor in den Redaktionen von ZDF, SFB und Die Zeit eine journalistische Ausbildung absolviert hatte. Er hielt Lesungen und Vorträge in Deutschland und den USA und lehrte u. a. an der Universität der Künste Berlin. Von diversen Stiftungen gefördert, wurden seine Arbeiten in renommierten Verlagen, Zeitungen, Magazinen, Anthologien publiziert, in mehrere Sprachen übersetzt, sowie von der Huntington Library in San Marino (Kalifornien) archiviert. Im Herbst 2011 wurde Rohwers auf Gesprächen basierende Biographie Veruschka (über die als solche bekannte deutsche Künstlerin Vera Gräfin von Lehndorff) im Verlag DuMont veröffentlicht. Das Buch konnte sich in den einschlägigen Bestsellerlisten platzieren. Im Frühjahr 2014 erschien im Salis Verlag eine umfangreiche Sammlung biografischer Gespräche, die in den Jahren 1995 bis 2010 von Rohwer geführt worden waren. Erstmals wurde diese Ausgabe auf der Leipziger Buchmesse präsentiert. Bereits im Mai 2014 konnte sich das Buch auf der Sachbuch-Bestenliste der Süddeutschen Zeitung platzieren. Im September 2015 wurde Rohwer der deutsche Biographiepreis verliehen. Von Ende 2016 bis 2019 arbeitete der Autor an biografischen Essays und Gesprächen zu Leben und Werk von Steven D. Lavine, Präsident des California Institute of the Arts (1988 – 2017) und seit 2018 Gründungsdirektor des Thomas Mann House (beide Los Angeles). Das Buch ist 2020 erschienen.

## Bibliographie

### Bücher
- Failure is what it's all about. Steven Lavine - A Life devoted to Leadership in the Arts. Biografie in Essays und Gesprächen. Deutscher Kunstverlag, Berlin 2020, ISBN 978-3-422-98155-3
- Reflections on a Soul. Lyrical essay about the photographic art works of Dale Grant. Fading Beauty, Kerber, Berlin 2019, ISBN 978-3-7356-0542-9
- Die Seismographie des Fragens. Biografische Gespräche. Illustrierte bibliophile Ausgabe gesammelter Gespräche der Jahre 1995–2010. Salis, Zürich/Berlin 2014, ISBN 978-3-906195-07-0.
- Veruschka. Mein Leben. Biographie in Gesprächen. Über die deutsche Künstlerin Vera Gräfin von Lehndorff. DuMont, Köln 2011, ISBN 978-3-8321-9553-3.
- Hinter dem Ruhm. Biographische Gespräche mit Kunstschaffenden und Intellektuellen. Steidl Verlag, Göttingen 2005, ISBN 978-3-86521-244-3.
- Als Mitautor von Ralf Dahrendorf: Liberal und unabhängig. Gerd Bucerius und seine Zeit. C.H. Beck, München 2000, ISBN 3-596-15942-3.
- Die Ungnade der späten Geburt. Über die widersprüchliche Haltung der Neuen Linken zu Israel und den Juden im Deutschland der Nachkriegsjahre. M.A.-Dissertation, University College London, London 1994.
- Als Mitautor: Senatsverwaltung für Soziales – Ausländerbeauftragte (Hrsg.): Schutzgesetze gegen ethnische Diskriminierung – Internationale Konsultation der Evangelischen Akademie Tutzing und der Ausländerbeauftragten des Senats von Berlin. 1. Aufl. Senatsverwaltung für Soziales – Ausländerbeauftragte, Berlin 1993.
- Jüdische Identität im heutigen Deutschland – zwischen sozialer Konvergenz und Separation. Diplom-Arbeit, Hochschule Bremen, Bremen 1992.

### Anthologien
- Der letzte Zeuge. Biographische Konversation mit Edward Upward. In: Geistesblüten. Autorenbuchhandlung, Berlin 2011, S. 88–104.
- Una vita imprevedibile. Biographische Konversation mit Inge Feltrinelli. In: IngeFilm, Gianciacomo Feltrinelli Editore, Milan 2010, S. 40–69.
- Unschuld? Nebbich! Biographische Konversation mit Hans Keilson. In: Hans Keilson (100). S. Fischer Verlag, Frankfurt am Main 2009, S. 9–40.
- Beyond Memory. A Polemic about being Lost Autobiographischer Essay. In: The Conscious Reader. PearsonLongman, New York 2008, S. 745–762.
- The Art of Conversation. How spoken words turn into writing. Essay. In: The Conscious Reader. PearsonLongman, New York 2007, S. 244–249.
- I've never been a hero. Biographische Konversation mit Arthur Miller. In: The Conscious Reader. PearsonLongman, New York 2007, S. 250–260.
- Geheimnis. Autobiographischer Essay. In: Glitter and be Gay. Männerschwarm Verlag, Hamburg 2007, S. 85–87.
- Die Illusion von der Unsterblichkeit. Biographische Konversation mit George Tabori. In: Der Spielmacher. Gespräche. Wagenbach Verlag, Berlin 2004, S. 121–129.